# Tour de Jakarta
El Tour de Jakarta (oficialmente: Polygon Tour de Jakarta) es una carrera ciclista profesional de un día indonesa que se disputa en Yakarta y sus alrededores, a mediados del mes de junio pocos días después de la finalización del Tour de Singkarak (su primera edición fue en el mes de marzo).
Su primera edición fue como amateur en marzo del 2005 pero no se ha disputado con regularidad. Así en su segunda edición en 2010 se convirtió en profesional formando parte del UCI Asia Tour, dentro de la categoría 1.2 (última categoría del profesionmalismo); disputándose poco después del Tour de Singkarak a mediados del mes de junio. De nuevo en 2011 no se disputó volviendo a correrse en 2012 en similares fechas que en 2010 y manteniendo su categoría profesional.

## Palmarés
En amarillo edición amateur.
| Año       | Ganador              | Segundo              | Tercero              |
| --------- | -------------------- | -------------------- | -------------------- |
| 2005      | Tonton Susanto       | Bandera de ?         | Bandera de ?         |
| 2006-2009 | edición no realizada | edición no realizada | edición no realizada |
| 2010      | Matnur Matnur        | Nunung Burhanudin    | Projo Waseso         |
| 2011      | edición no realizada | edición no realizada | edición no realizada |
| 2012      | Chris Joven          | Hari Fitrianto       | Patria Rastra        |
| 2013-2015 | edición no realizada | edición no realizada | edición no realizada |
| 2016      | Ryan McAnally        | Mohd Zamri Saleh     | Abdoullah Fatahillah |

## Palmarés por países
| País      | Victorias |
| --------- | --------- |
| Indonesia | 2         |
| Filipinas | 1         |
| Australia | 1         |